# Enrico Ferri (Kriminologe)

Enrico Ferri

Zeitungsmeldung zu Enrico Ferri: Der sozialistische Abgeordnete Professor Enrico Ferri, der in der italienischen Kammer auf Montecitorio durch seine Beleidigung der Süditaliener einen großen Skandal heraufbeschworen hatte, wurde, als er dieser Tage nach Neapel kam, von dem erregten Volk mit leidenschaftlichen Kundgebungen empfangen. Die Polizei mußte Ferri, auf den die Menge eindrang, in einen Wagen retten, und als er vom Fenster aus eine Ansprache halten wollte, bewarf man ihn mit Steinen. Der Abgeordnete wird auf seiner projektierten Rundreise durch Süditalien und Sizilien zweifellos noch manche Stürme entfesseln.

Enrico Ferri (* 25. Februar 1856 in San Benedetto Po; † 12. April 1929 in Rom) war ein italienischer Kriminologe und Politiker. Er bildete neben Cesare Lombroso und Raffaele Garofalo die sogenannte „scuola positiva“ („positive Schule“) der italienischen Kriminologie und wurde somit zu einem der Begründer der modernen Kriminologie.

## Leben
Ferri war Professor an der Universität Rom und an der Université nouvelle de Bruxelles (Brüssel), außerdem war er von 1886 bis 1919 sozialistischer Abgeordneter im italienischen Parlament. Als einer der führenden italienische Sozialisten nahm er am in London vom 27.–31. Juli 1896 im Londoner Crystal Palace stattfindenden vierten Kongress der Zweiten Internationale teil, den auch Alfred Kerr als Korrespondent deutscher Zeitungen besuchte. Kerr schildert Ferri im Brief vom 9. August 1896 wie folgt: Aus Italien ist der junge Professor Enrico Ferri gekommen, ein intellegenter, schlanker Riese mit lockigem schwarzem Haar, langem Spitzbart und schönen Augen. Er ist die Autorität unter seinen Landsleuten, die mehr oder minder brigantenmäßig aussehen. Später, 1926, trat er zu den Faschisten Mussolinis über.
Er prägte in Anlehnung an die Thesen Lombrosos vom „Verbrechermenschen“ („L'uomo delinquente“) den Begriff des sogenannten „geborenen Verbrechers“ („delinquente nato“). Zugleich betonte Enrico Ferri jedoch auch die Wichtigkeit sozialer Faktoren für die kriminalätiologische Forschung. Dennoch befasste er sich in seinem Hauptwerk „Das Verbrechen als sociale Erscheinung“ (zuerst 1883) – wie dies ein modernes Verständnis des Titels vermuten lassen könnte - nicht allein mit gesellschaftlichen Kriminalitätsursachen: Ferri verstand unter Kriminalsoziologie eine auch körperliche Merkmale und klimatische Faktoren untersuchende Disziplin. An dieser „weiten“ Definition der Kriminalsoziologie durch Ferri orientierte sich unter anderem auch der deutsche Strafrechtler Franz von Liszt.

## Schriften (Auswahl)
- I nuovi orizzonti del diritto e della procedura penale. Zanichelli, Bologna 1881, (Später als: Sociologia criminale (= Biblioteca antropologico-giuridica. Serie 1, Bd. 14, ZDB-ID 2764857-6). 3a edizione completamente rifatta dei Nuovi orizzonti del diritto e della procedura penale. Fratelli Bocca, Turin 1892; in deutscher Sprache: Das Verbrechen als sociale Erscheinung. Grundzüge der Kriminal-Sociologie (= Bibliothek für Socialwissenschaft. 8). Autorisierte deutsche Ausgabe von Hans Kurella. Wigand, Leipzig 1896). Digitalisat
- Studi dalla criminalità in Francia dal 1826 al 1878, 1881.
- Socialismo e criminalità, 1883.
- Sociologia criminale, 1884.
- Relazione sui discorsi inaugurali dei rappresentanti il pubblico ministero negli anni 1884 e 1885. Tip. Fratelli Bencini, Roma 1886 (italienisch, beic.it).
- Socialismo e scienza positiva. (Darwin, Spencer, Marx). Casa editrice italiana, Rom 1894, (In deutscher Sprache: Socialismus und moderne Wissenschaft. (Darwin – Spencer – Marx) (= Bibliothek für Socialwissenschaft. 5, ZDB-ID 536300-7). Mit Genehmigung des Verfassers übersetzt und ergänzt von Hans Kurella. Wigand, Leipzig 1895). - Digitalisat
- The Positive School of Criminology: Three Lectures Given at the University of Naples, Italy, on April 22, 23, and 24, 1901. C.H. Kerr, 1906 (englisch, google.com).
- Il metodo rivoluzionario. Tipografia cooperativa sociale, Rom 1902, (Sonderabdruck aus: Il Socialismo. Rivista quindicinale. 1902, ZDB-ID 1364065-3; in deutscher Sprache: Die revolutionäre Methode (= Hauptwerke des Sozialismus und der Sozialpolitik. 9). Aus dem Italienischen übersetzt und mit Anmerkungen versehen von Robert Michels. L. C. Hirschfeld, Leipzig 1908).
- I socialisti nazionali e il governo fascista, 1923.
- Il Fascismo in Italia e l'opera di Benito Mussolini, 1928.

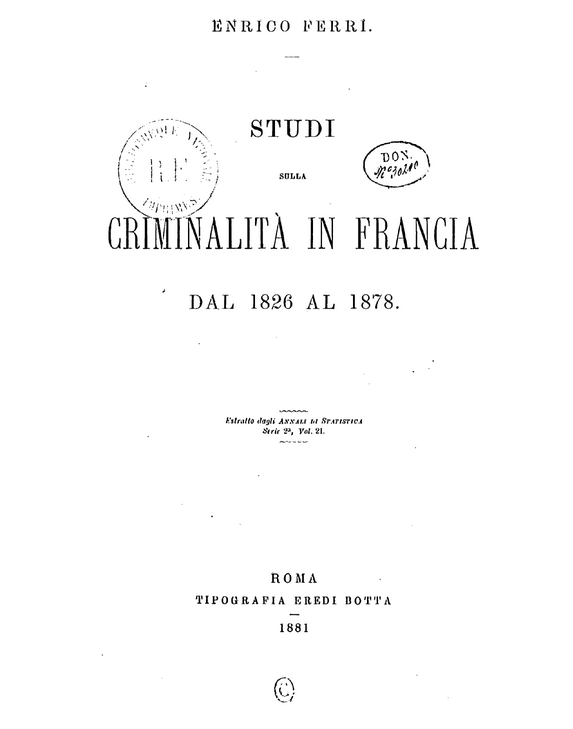
Studi dalla criminalità in Francia dal 1826 al 1878, 1881
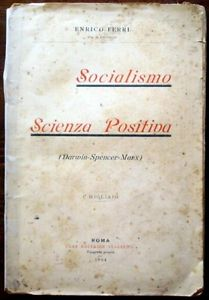
Socialismo e scienza positiva, 1894
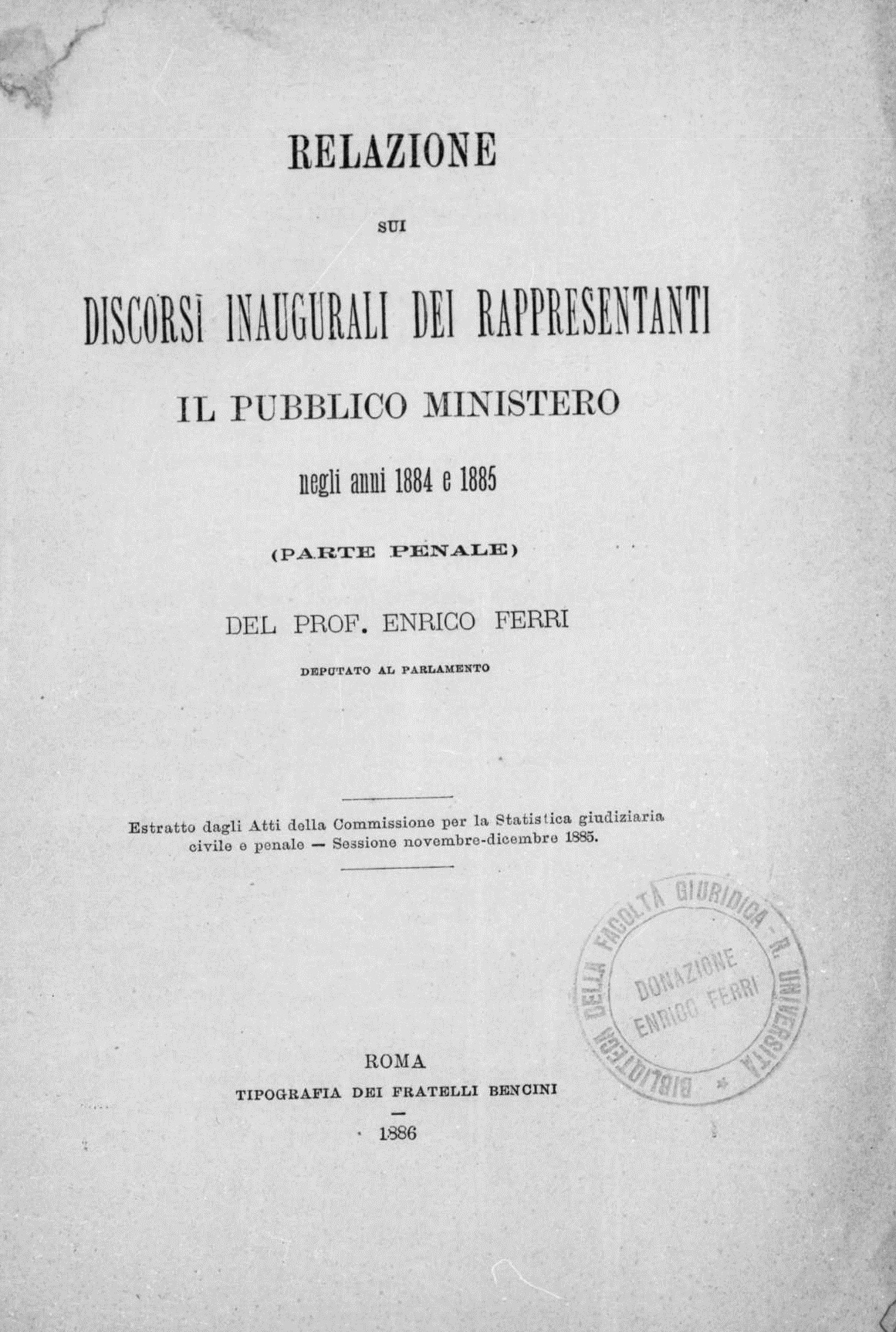
Relazione sui discorsi inaugurali dei rappresentanti il pubblico ministero negli anni 1884 e 1885, 1886
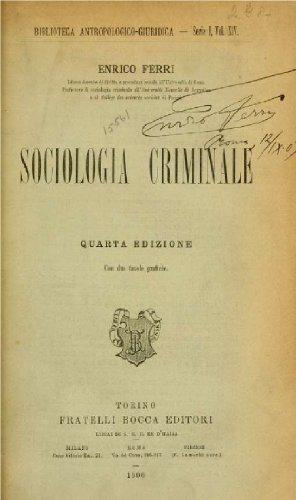
Sociologia criminale, 4° edition, 1906

## Sekundärliteratur
- Thorsten Sellin: Enrico Ferri, 1856–1929. In: Hermann Mannheim (Hrsg.): Pioneers in Criminology (= The Library of Criminology. 1, ZDB-ID 411191-6). Stevens u. a., London u. a. 1960, S. 277–299.
- Giuseppe Sircana: Ferri, Enrico. In: Fiorella Bartoccini (Hrsg.): Dizionario Biografico degli Italiani (DBI). Band 47: Ferrero–Filonardi. Istituto della Enciclopedia Italiana, Rom 1997, S. 139–145.